# Skopunarfjørður
El Skopunarfjørður és un estret de les illes Fèroe que separa les illes de Sandoy i Streymoy. L'illa de Hestur es troba també en aquest estret.

## Geografia
L'estret discorre entre l'illot de Trøllhøvdi i el cap sud de l'illa de Hestur (a l'oest) i Kirkjubønes a Streymoy (a l'est). Fa uns 12 quilòmetres de llarg, 5,5 quilòmetres d'amplada al punt més estret, entre Sandoy i Streymoy, i 2,7 quilòmetres entre Skopun i Hestur. Té uns 80 metres de profunditat al tram mitjà de l'estret. Limita amb els municipis de Tórshavn, Skopun, Sandur i Skálavík. L'illot Trøllhøvdi pertany a Kirkjubøur (Municipi de Tórshavn), tot i que està separat per tan sols uns metres de Sandoy. L'illot s'utilitza per a pasturar ovelles.
El Skopunarfjørður rep el nom del poble de Skopun. Fjørður en feroès pot referir-se a un fiord en el sentit tradicional o, en aquest cas, a un ampli estret entre illes. És conegut pel seu fort corrent de marea.

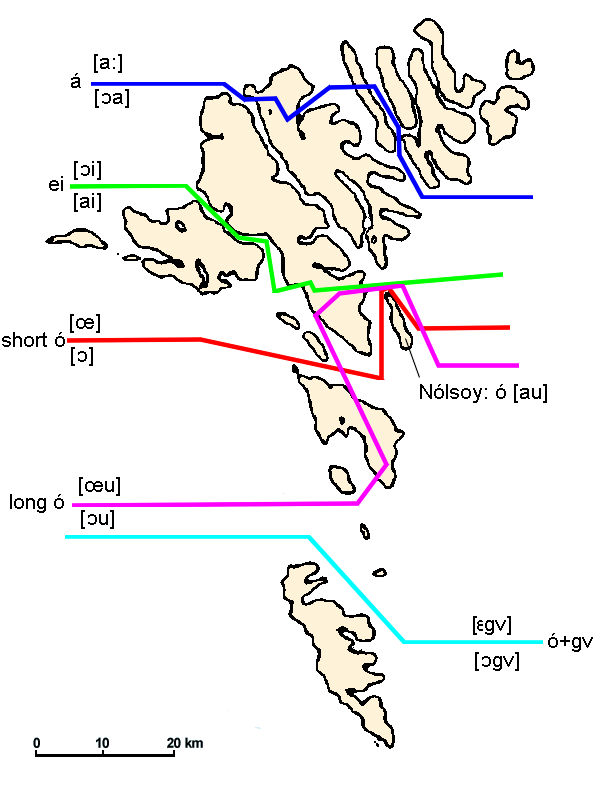
Isoglosses del feroès.

El fiord s'utilitza tradicionalment com a límit entre la regió del sud i la del nord de les illes Fèroe. La regió al sud del Skopunarfjørður s'anomena sunnanfjørðs mentre que al nord se l'anomena norðanfjørðs. L'estret constitueix també un límit dialèctic i una isoglossa en la llengua feroesa.

## Transport
La Strandfaraskip Landsins opera des del port de Gamlarætt amb diferents línies de ferri que connecten amb les illes de Sandoy i Hestur en 30 minuts a la travessa. A l'hivern, els ferris sovint es cancel·len a causa del mal temps o de l'onatge. Hi ha serveis d'autobusos a banda i banda de l'estret. Està previst que el 2023 entri en servei el Sandoyartunnilin, que connectarà les illes de Sandoy i Streymoy per sota del Skopunarfjørður.